# Rue Jean-Jacques-Rousseau (Paris)
Pour les articles homonymes, voir Rue Jean-Jacques-Rousseau.
La rue Jean-Jacques-Rousseau est une voie du 1er arrondissement de Paris.

## Situation et accès
Ce site est desservi par la station de métro Les Halles.
La rue Jean-Jacques-Rousseau commence aux nos 158-164 de la rue Saint-Honoré et finit au no 43, rue Étienne-Marcel et au no 21 de la rue Montmartre. Elle est séparée en deux par la rue du Louvre.

## Origine du nom et dénominations antérieures
Le nom de Jean-Jacques Rousseau (1712-1778), écrivain, philosophe et musicien du siècle des Lumières a d'abord été attribuée, en 1791, à la partie septentrionale de cette voie, précédemment nommée « rue Plâtrière », avant d'être étendu, en 1868, à sa partie méridionale, auparavant nommée « rue de Grenelle-Saint-Honoré ». Rousseau a été successivement riverain des deux parties de cette rue.

## Historique

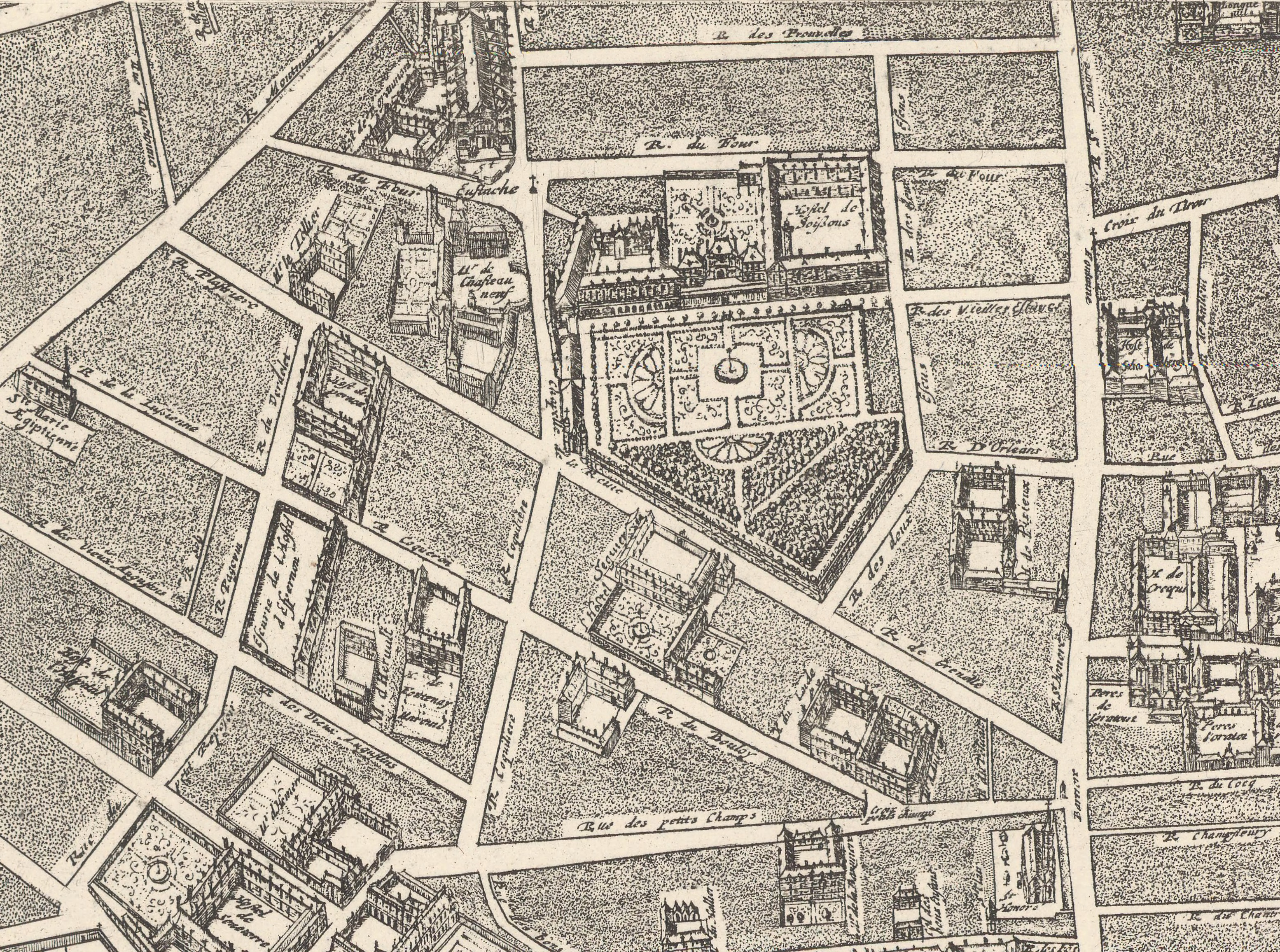
Les rues de Grenelle-Saint-Honoré et Plâtrière en 1652 (extrait du plan de Paris de Gomboust).

L'origine de la rue remonte au début du XIIIe siècle. Elle menait à la plâtrière de Maverse.
Habitée dès 1283, la partie de la voie qui se situe au nord de la rue Coquillière prend le nom de « Maverse », puis « rue Plâtrière ».
La partie au sud est nommée successivement « rue de Guernelles », « Guarnelle », « Guarnales », « Garnelles », de « Guernelle Saint-Honoré » et de « Grenelle-Saint-Honoré ».
Elle est citée sous le nom de « rue Plastrière » dans un manuscrit de 1636.
La « rue Plâtrière » change de dénomination en 1791 sous l'Assemblée constituante, pour devenir la « rue Jean-Jacques-Rousseau », en l'honneur du célèbre écrivain et philosophe qui loge dans la « rue Plâtrière », de 1770 à 1778. La « rue de Grenelle-Saint-Honoré » lui est adjointe en 1868.
En 1888, le prolongement du percement de la « rue du Louvre » au-delà de la « rue Saint-Honoré » et jusqu'à la « rue Coquillière », exécuté en vertu d'un décret pris sous le Second Empire, bouleverse profondément la physionomie des alentours de la section centrale de la « rue Jean-Jacques-Rousseau ». En prévision de la réalisation de ces travaux, plusieurs propriétés qui la bordent disparaissent.
Ainsi, l'hôtel de Bullion, édifié entre 1630 et 1635 sur les plans de l'architecte Louis Le Vau, est en grande partie détruit dès 1880 ; le reste de son terrain sera absorbé par l'extension de l'hôtel des Postes.
Le dernier domicile de Jean de La Fontaine se trouvait également à la « rue Plâtrière », dans l'hôtel Derval (il était logé chez monsieur d'Hervart). Il y meurt le 13 avril 1695. À la place de cet hôtel se trouve aujourd'hui la Poste centrale du Louvre.

La rue Jean-Jacques-Rousseau, un jour de pluie.
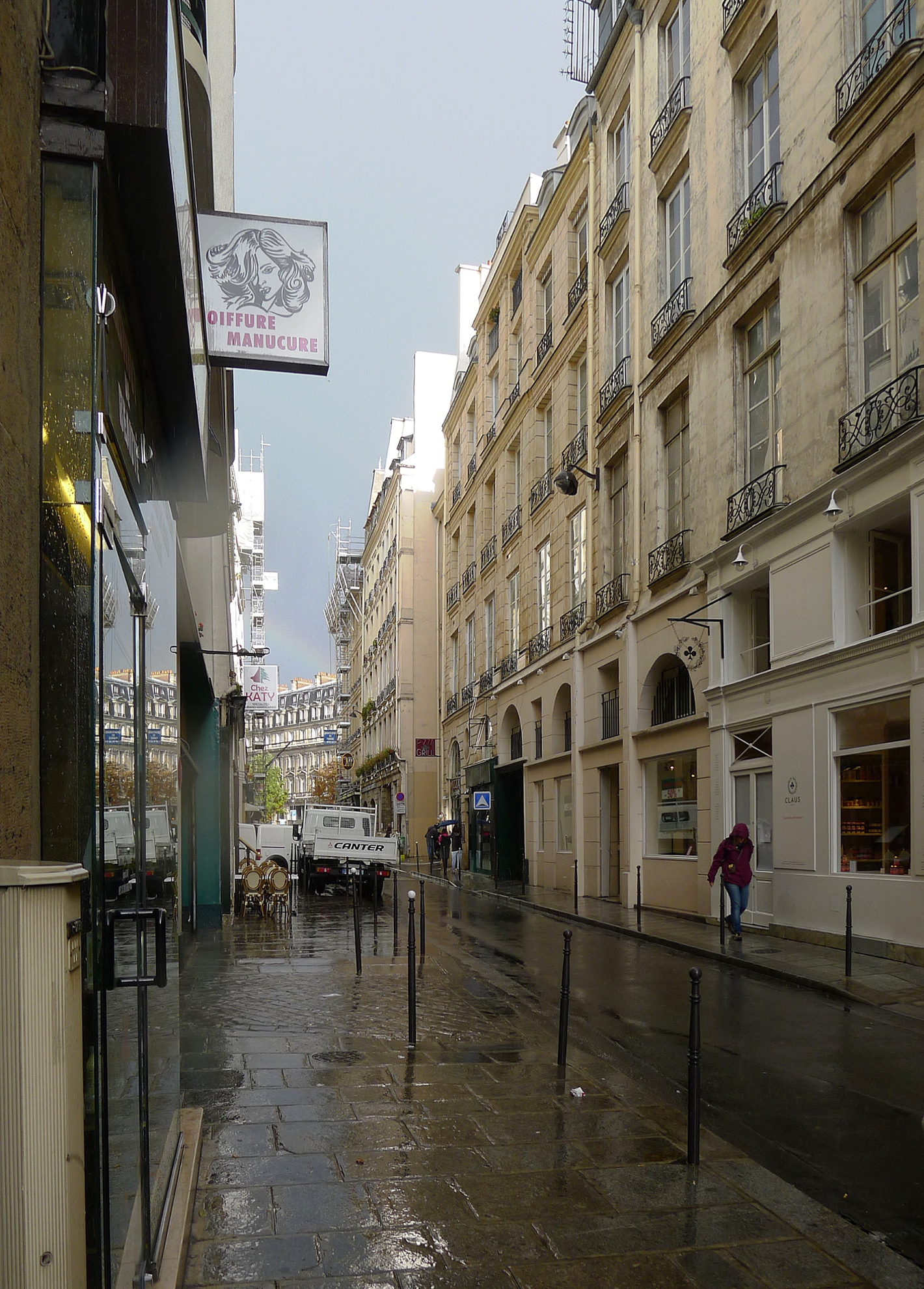
Vers la rue du Louvre.
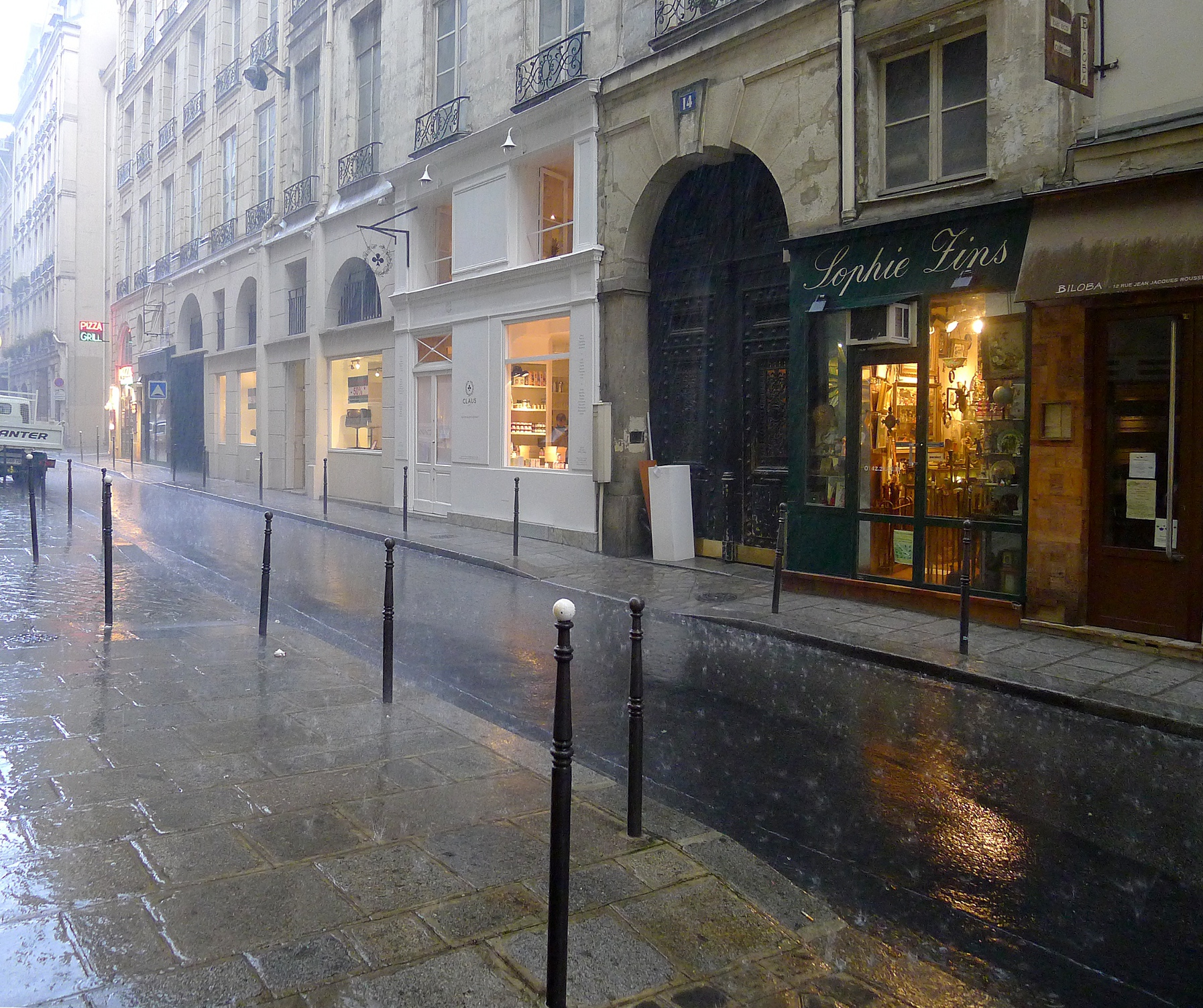
No 14.
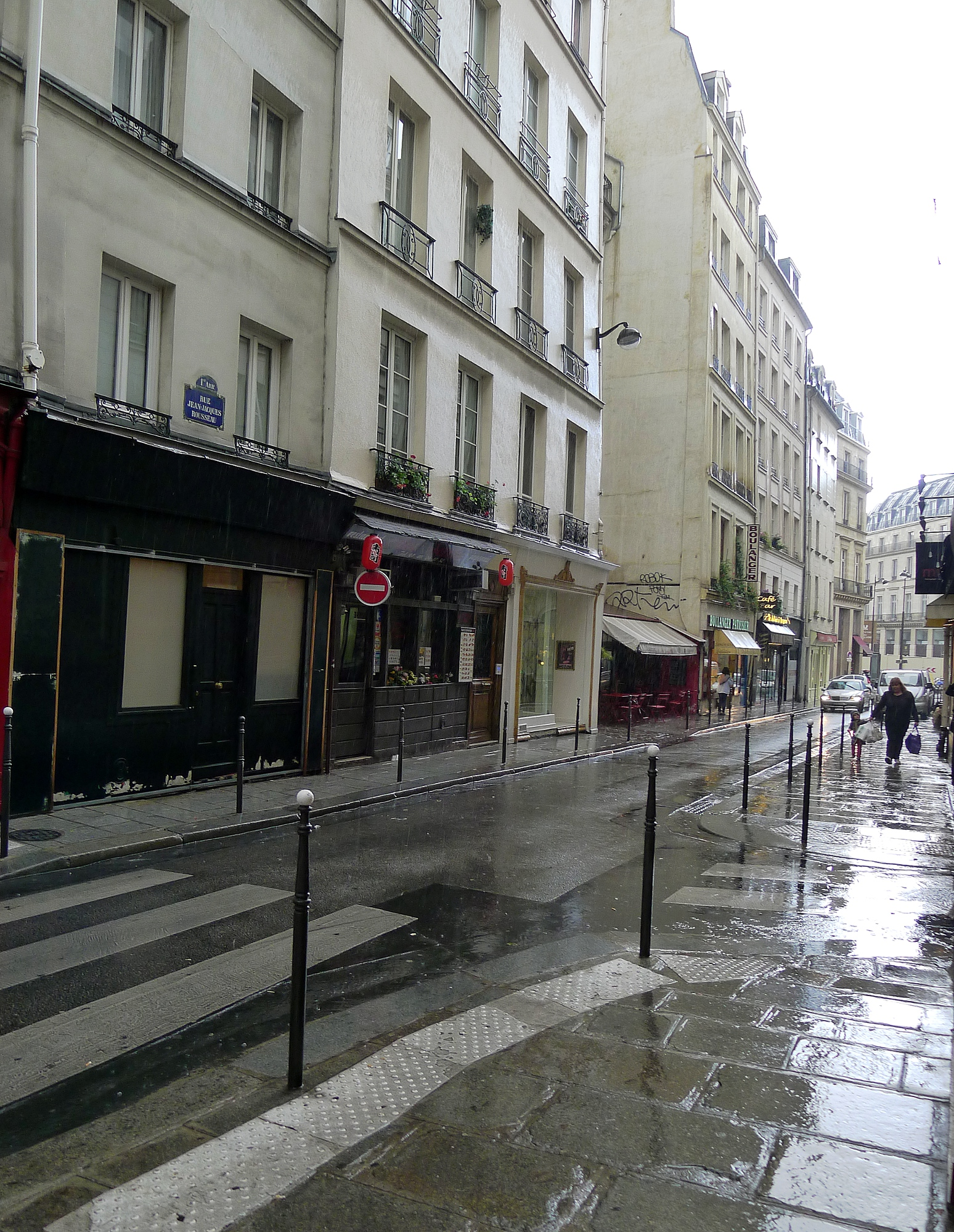
Vers la rue Saint-Honoré.
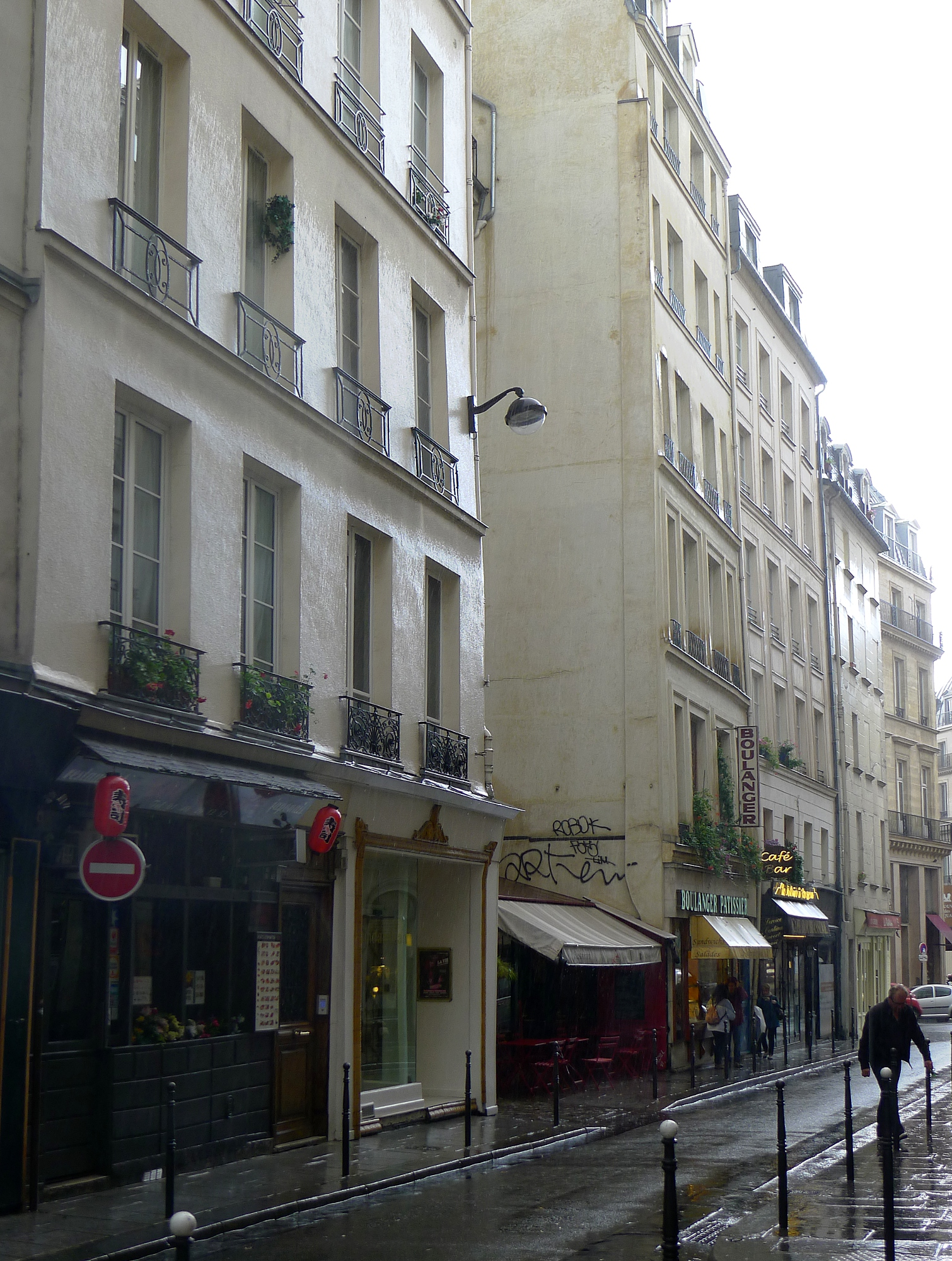

## Bâtiments remarquables et lieux de mémoire
- Le Journal de Paris fut édité dans cette rue à partir de 1785.

### Partie méridionale de la rue, anciennement rue de Grenelle-Saint-Honoré

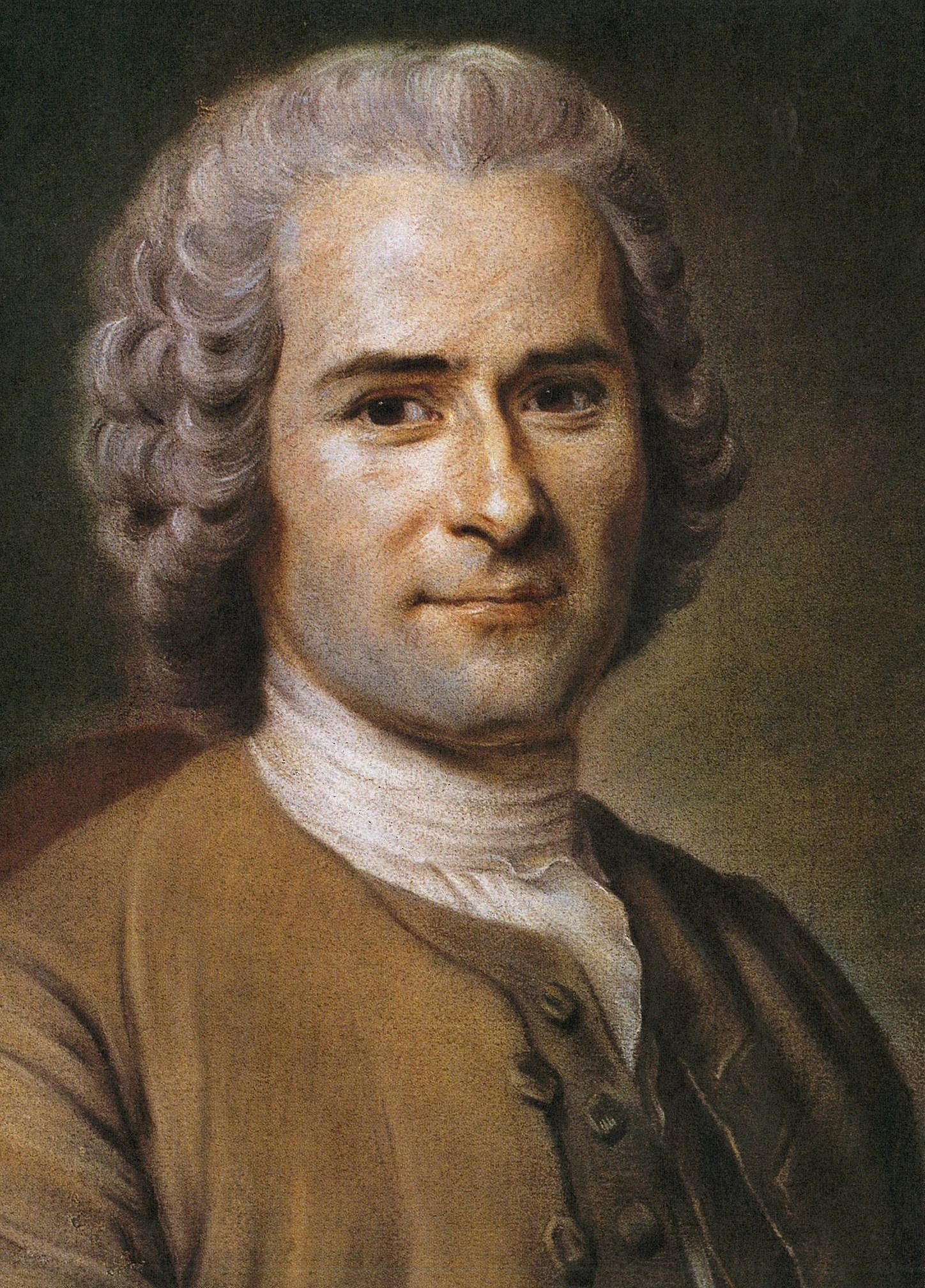
Jean-Jacques Rousseau.

L'ancienne rue de Grenelle-Saint-Honoré fusionne avec sa voisine sous la dénomination commune de rue Jean-Jacques Rousseau en vertu d'un arrêté municipal daté du 2 avril 1868.
- No 3 ou no 27 (?) : emplacement supposé de l'hôtel du Languedoc, hôtel garni habité à partir du printemps 1750 et jusqu'en 1756, par Jean-Jacques Rousseau et Marie-Thérèse Le Vasseur[4], et qui est connu par les Confessions et la correspondance de Rousseau.

Les fonds du XIXe siècle des Archives de Paris, certifient que l'hôtel du Languedoc habité par Rousseau est l'actuel no 21 de la rue, contigu à la galerie Véro-Dodat, comme l'indiquent les registres du Sommier foncier (cartons DQ18/206-207) et les Calepins des propriétés bâties (cartons D1P4/565-566). Cette situation au no 21 est confirmée par les sources du XVIIIe siècle des Archives nationales, formellement indépendantes des Archives de Paris. Ainsi, le Minutier central des notaires conserve onze contrats de vente et de location de l'hôtel du Languedoc pour le XVIIIe siècle. Tous les propriétaires (Moreau, Plisson, Girauld, Gambier…) et les « maîtres d'hôtels garnis » de l'immeuble no 21 y sont recensés. Entre autres baux de cet hôtel garni, on notera l'acte notarié XLVII/184 du 7 novembre 1761, du notaire Me Le Cousturier, qui mentionne que Rousseau qualifie de « bonnes gens » dans Les Confessions. En 1840, les propriétaires, des Normands, changent le nom de l'hôtel de Languedoc pour « hôtel de Rouen » (Minutier central, minutes du notaire Me Fremyn, 4 juin 1858 et 25 janvier 1870), pour lequel le Sommier foncier mentionne encore qu'il est mitoyen à la galerie Véro-Dodat.
- Nos 11 et 13 : embranchement de la rue du Pélican qui s'achève rue Croix-des-Petits-Champs.

- No 19 : entrée de la galerie Véro-Dodat (1826) qui se termine au 2, rue du Bouloi. Elle est créée par le charcutier Benoît Véro et le financier Dodat. Longue de quatre-vingt mètres, cette galerie est consacrée à des boutiques variées, telles que des antiquaires, ameublement, décoration, collections, galeries d'art, éditions, lutherie et restaurant. Alfred de Musset fréquente ce lieu en compagnie de la comédienne Rachel, qui habite dans un appartement au deuxième étage du no 23 de la galerie de 1836 à 1842.
- Nos 20 et 20 bis : ancien hôtel particulier (XVIIIe siècle) attenant, en fond de parcelle, à des vestiges de l'enceinte de Philippe Auguste, classés au titre des monuments[7] qui sont visibles aux actuelles nos 11 et 13, rue du Louvre. En 1812, l'auteur, Jean de la Tynna (1765?-1818) édite le Dictionnaire topographique, historique et étymologique, des rues de Paris[8].
Ancien hôtel Clérambault, au XVIIIe siècle[9], ultérieurement transformé en hôtel meublé connu sous le nom d' « hôtel de l'Empereur » en 1858[10].
- No 22 (et no 3 place des Deux-Écus) : immeuble d'angle (XVIIIe siècle), l'une des deux seules maisons sauvegardées de l'ancienne rue des Deux-Écus (absorbée par la rue Berger à partir de 1853), qui débouchait ici sur la rue de Grenelle-Saint-Honoré.

Galerie Véro-Dodat,.
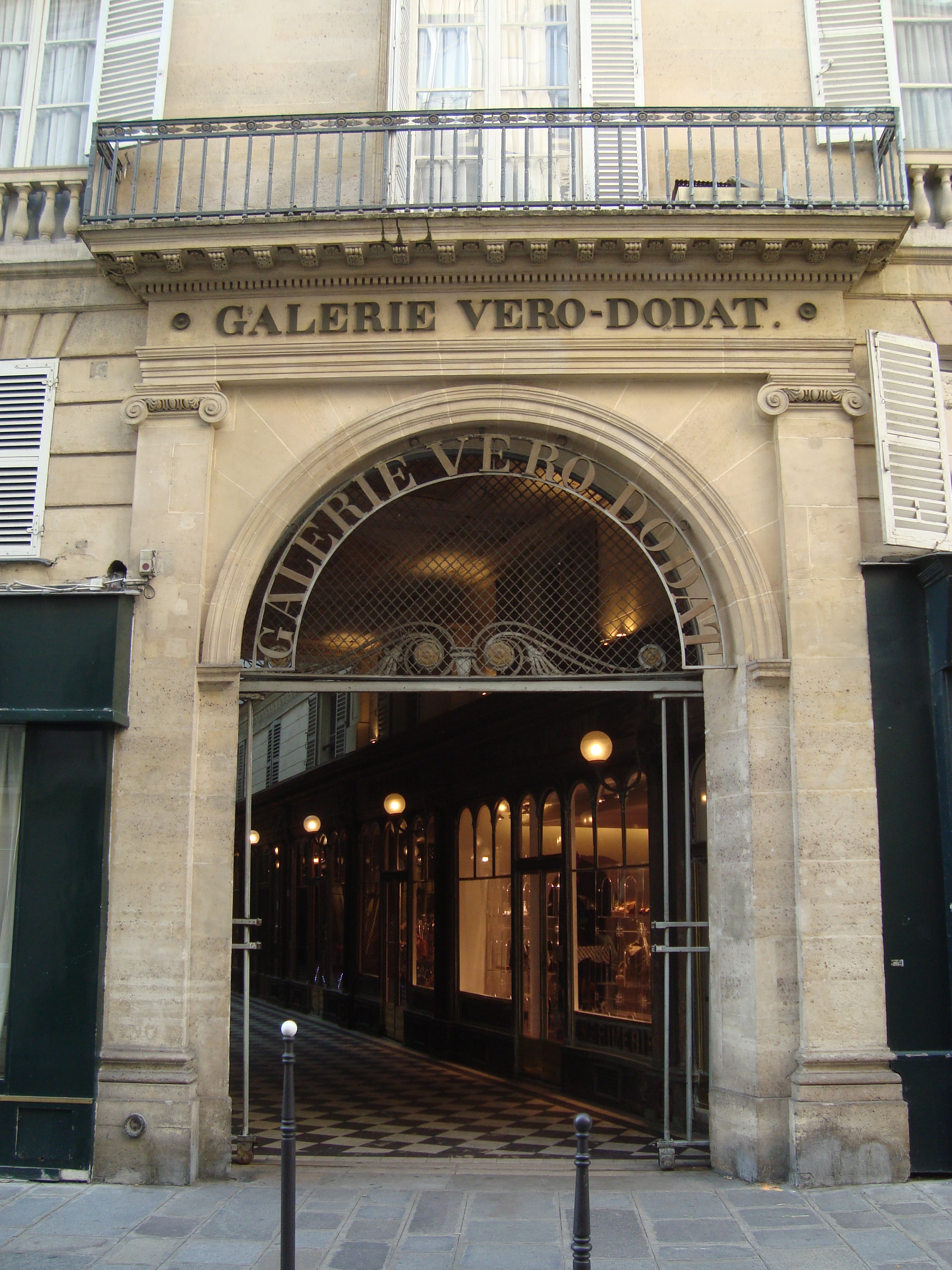
Galerie Véro-Dodat, No 19.
- Galerie Véro-Dodat, entrée.
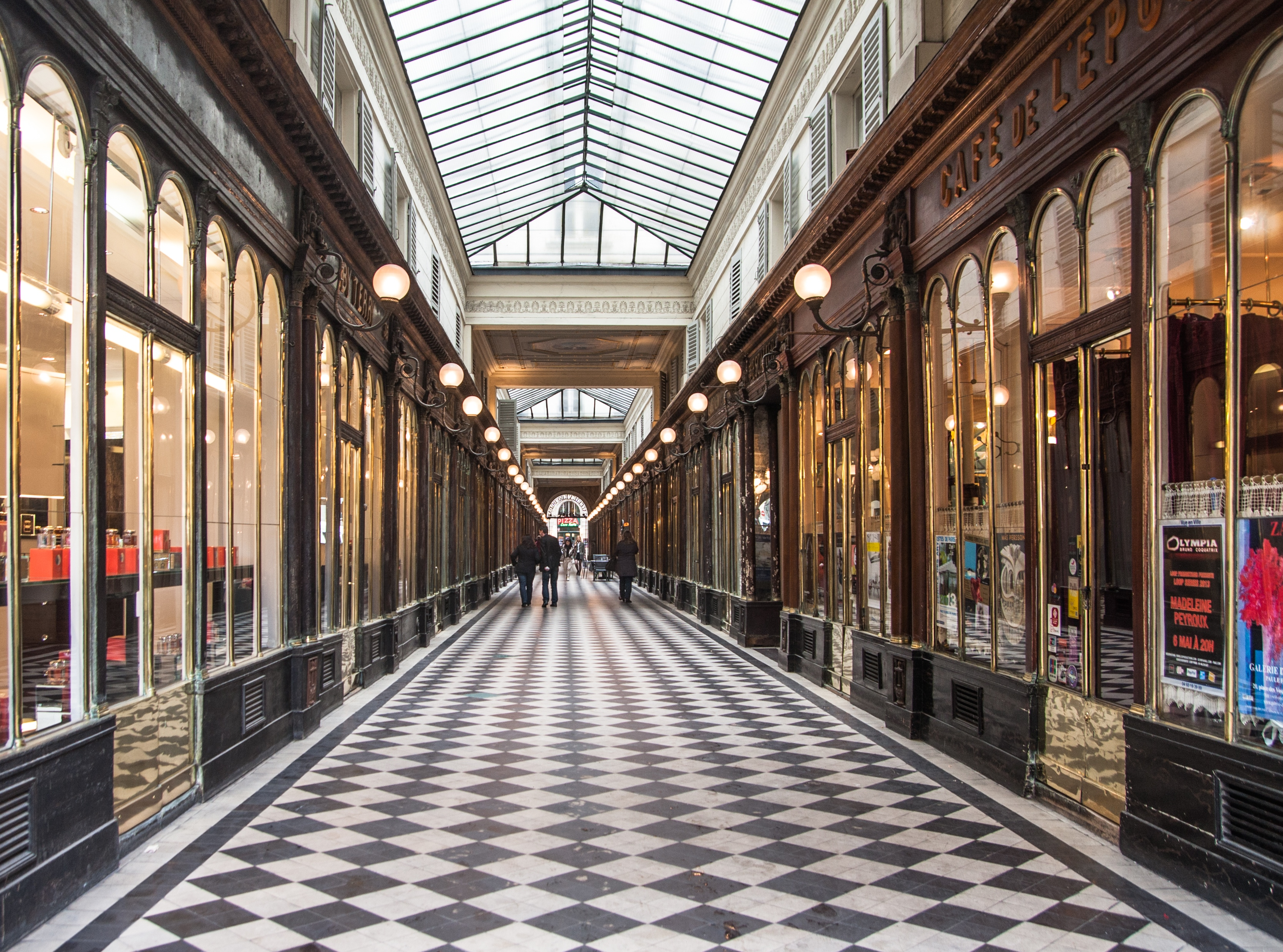
Intérieur de la galerie, perspective.
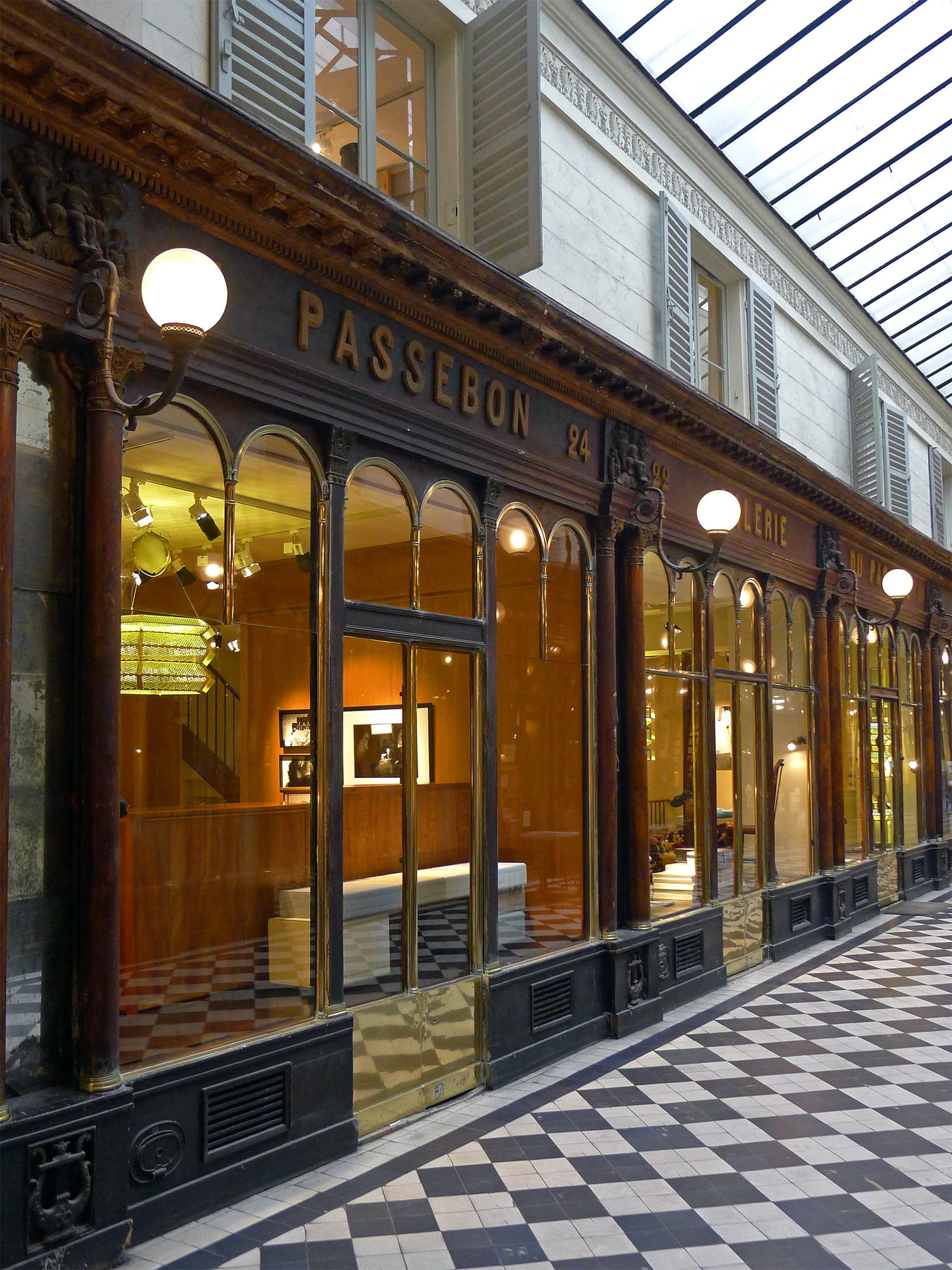
Élévation intérieure et vitrines.

### Partie disparue de la rue, anciennement rue de Grenelle-Saint-Honoré
La rue Jean-Jacques-Rousseau a la particularité d'avoir perdu sa partie centrale, avec une interruption de sa numérotation entre les nos impairs 29 et 51 et les nos pairs 22 et 50, à l'exception du no 39 où un immeuble (XXe siècle) forme l'angle avec la rue du Colonel-Driant (no 2). Hormis l'extrémité orientale de cette dernière voie (partie ouverte à partir ou après 1928), ce sont la rue du Louvre (1880-1888), la place des Deux-Écus et les immeubles (1889) de la rue de Viarmes (1762) qui recouvrent l'emplacement des propriétés de la rue de Grenelle-Saint-Honoré qui existaient auparavant entre l'ancienne rue des Deux-Écus (absorbée par la rue Berger) et la rue Coquillière.
- No 41 : emplacement du café Meyer.
- Nos 41 à 51 : emplacement de l’hôtel Séguier, construit en 1634 par l’architecte Jean Androuet du Cerceau, pour le chancelier Pierre Séguier. L’Académie française s’y réunit après le décès de son premier secrétaire perpétuel Valentin Conrart, entre 1643 et 1673. Les Fermiers généraux y installent, ensuite, leur bureau[11].
- No 45 : emplacement du Tivoli d'hiver[12], où se réunit la Fédération parisienne sous la Révolution[13].

### Partie septentrionale de la rue, anciennement rue Plâtrière
La rue Plâtrière est renommée rue Jean-Jacques-Rousseau en 1791. Sa fusion, en 1868, avec la rue de Grenelle-Saint-Honoré a pour effet une renumérotation de ses maisons. 

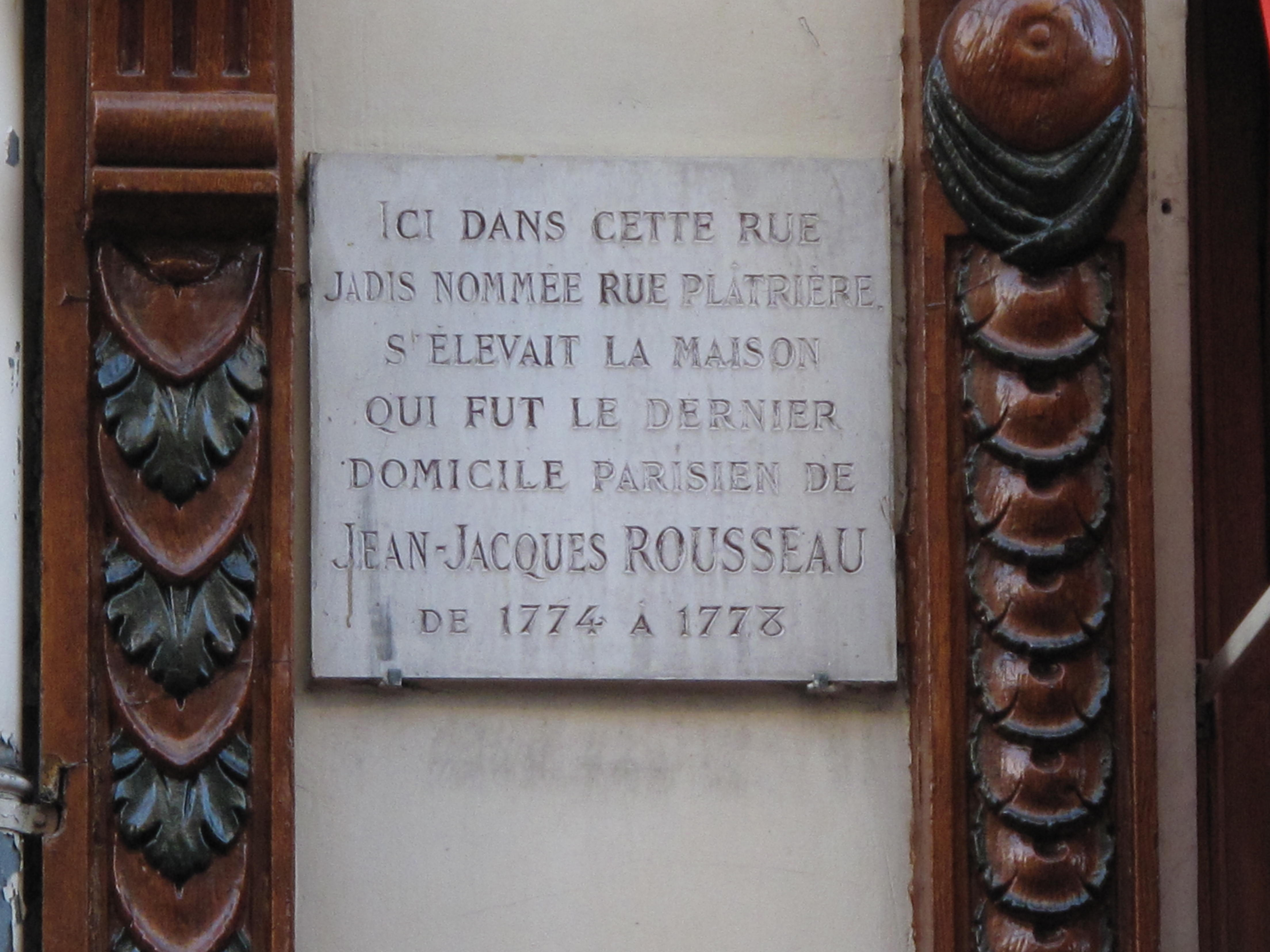
Plaque commémorative en mémoire de Jean-Jacques Rousseau.

- No 52 : demeure de Jean-Jacques Rousseau jusqu'à sa mort. Son installation est datée avant le 17 décembre 1774, où il déménage au deuxième étage de l'immeuble au no 2, rue Plâtrière[14] (à l'angle de la rue Jean-Jacques-Rousseau et la rue Coquillière). Démolie en septembre 1850[15]. Une plaque commémorative est apposée : « Ici, dans cette rue jadis nommée rue Plâtrière, s'élevait la maison qui fut le dernier domicile parisien de Jean-Jacques Rousseau, de 1774 à 1778 ».
- No 56 : le mercredi 24 juin 1770, Jean-Jacques Rousseau emménage à l'hôtel du Saint-Esprit, rue Plâtrière[16].
- No 60 : avant le 28 décembre 1770, nouvel emménagement de Jean-Jacques Rousseau, au cinquième étage de cet immeuble[16].
- No 62 : vestiges de l'enceinte de Philippe Auguste classés au titre de monument historique[17].
- No 68 : emplacement successif des anciens hôtels particuliers qui suivent.
  - L'hôtel de Vins. Il appartient à Jean de Garde d'Agoult (1642-1732), chevalier puis marquis de Vins dont l'épouse Charlotte-Renée Ladvocat (1650-1737) est la belle-sœur du ministre Simon Arnauld de Pomponne (1618-1699), la cousine de Marie-Madeleine de Castille (1635?-1716), seconde épouse du surintendant Nicolas Fouquet, et une amie très proche de Madame de Sévigné (1626-1696). Veuve en 1732, elle vend l'hôtel de Vins à Marc Antoine Bouret, receveur général des finances, qui le met en location.
  - L'hôtel Dupin. Lorsque Claude Dupin, secrétaire du Roi et fermier général, et son épouse Louise, née de Fontaine, qui sont déjà propriétaires du château de Chenonceau, du marquisat du Blanc et de l'hôtel Lambert achètent, le 22 février 1758, l'ancien hôtel de Vins à Bouret pour un montant de 190 000 livres[Note 3], ils y sont installés comme locataires depuis 1741 et avaient auparavant fait effectuer des travaux pendant deux ans. Madame Dupin tient dans cet hôtel un salon littéraire et scientifique des plus brillants[Note 4].
C'est dans cette maison prestigieuse que Jean-Jacques Rousseau se présente à madame Dupin, au mois de mars 1743 par une lettre de recommandation, afin de proposer une comédie intitulée Narcisse et une notation musicale. Il sera de manière passagère le précepteur de son fils Jacques-Armand (1727-1767), et — comme cela est rappelé sur une plaque apposée à droite de la porte cochère — le secrétaire de la famille Dupin de 1745 à 1751. Il éprouve d'emblée une vive passion envers la propriétaire des lieux[18] : « Madame Dupin était encore, quand je la vis pour la première fois, une des plus belles femmes de Paris. Elle me reçut à sa toilette. Elle avait les bras nus, les cheveux épars, son peignoir mal arrangé. Cet abord m'était très nouveau. Ma pauvre tête n'y tint pas. Je me trouble. Je m'égare. Et bref, me voilà épris de Madame Dupin. Mon trouble ne parut pas me nuire auprès d'elle, elle ne s'en aperçut point. Elle accueillit le livre et l'auteur, me parla de mon projet en personne instruite, chanta, s'accompagna au clavecin, me retint à dîner, me fit mettre à table à côté d'elle. Il n'en fallait pas tant pour me rendre fou. Je le devins. »
Claude Dupin meurt dans son hôtel particulier, le 25 février 1769[19]. L'hôtel de Vins devait revenir à son fils aîné, Louis Claude Dupin de Francueil à la mort de madame veuve Dupin, mais il meurt avant sa belle-mère, le 6 juin 1786. La propriété revient donc à sa fille, Suzanne Madeleine Dupin de Francueil, lors de la succession de madame Dupin en 1799.

- No 70 (précédemment 20, rue Jean-Jacques-Rousseau) ayant aussi pour adresse les 21, et 23 rue du Jour :
— Caserne des sapeurs-pompiers de Paris-Rousseau (1895[20], Édouard Perronne architecte[21]). Cet édifice s'élève à l'emplacement d'une caserne plus ancienne installée en 1875 dans une maison communale de la Ville transformée pour répondre aux exigences de cette nouvelle fonction avant d'être agrandie sur les deux parcelles mitoyennes de la rue du Jour acquises à cet effet[22].
— Vestige de l'enceinte de Philippe Auguste classé au titre de monument historique[23]. La partie émergente, jusqu'alors encore visibles, disparait lors des travaux effectués sur l'ancienne maison communale. Seule la partie en sous-sol subsiste dans les locaux de l'actuelle caserne (voir 21 et 23, rue du Jour).

- Hôtel particulier, No 68.

Hôtel particulier,.
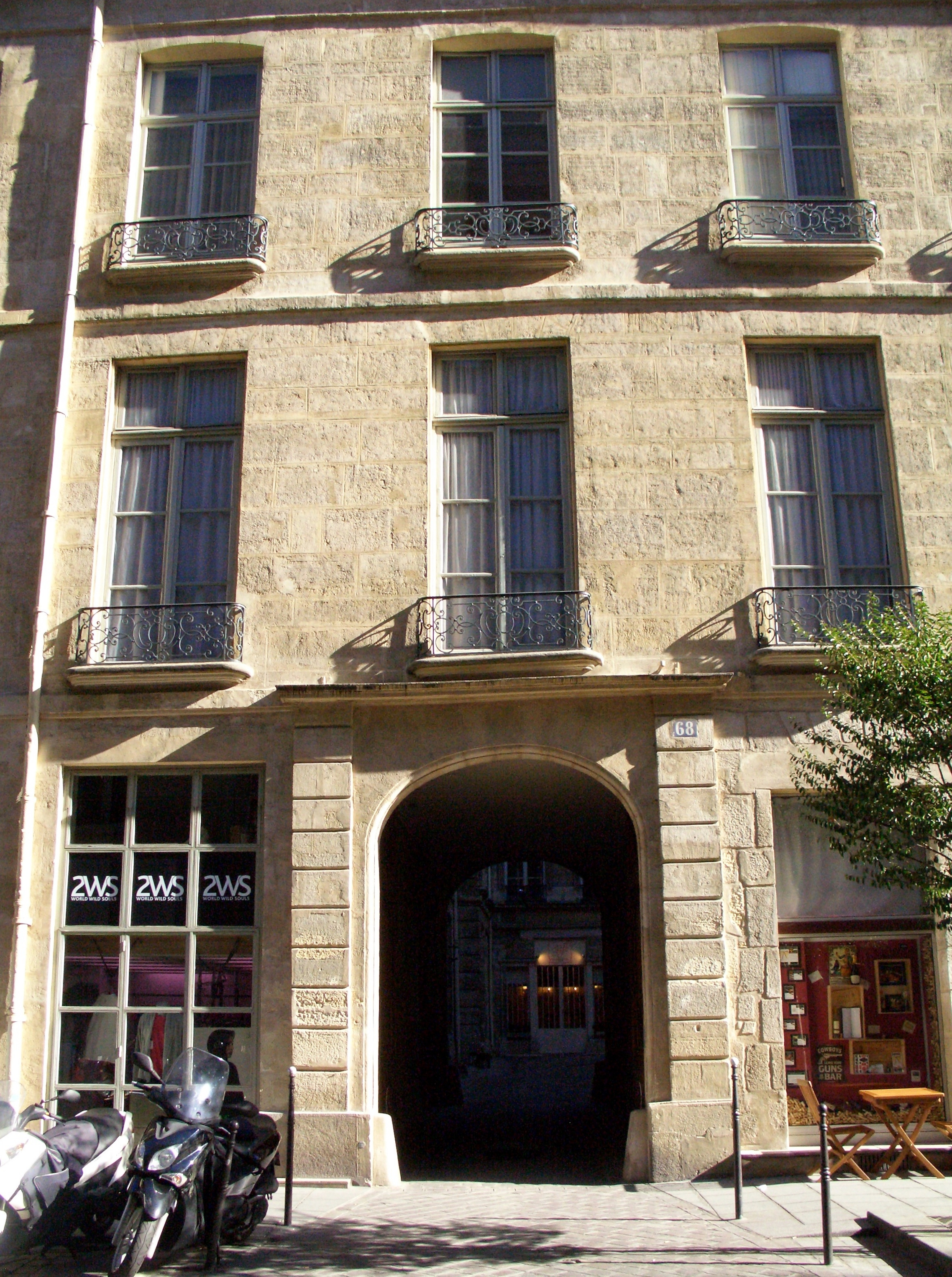
Porche d'entrée de l'hôtel Dupin.
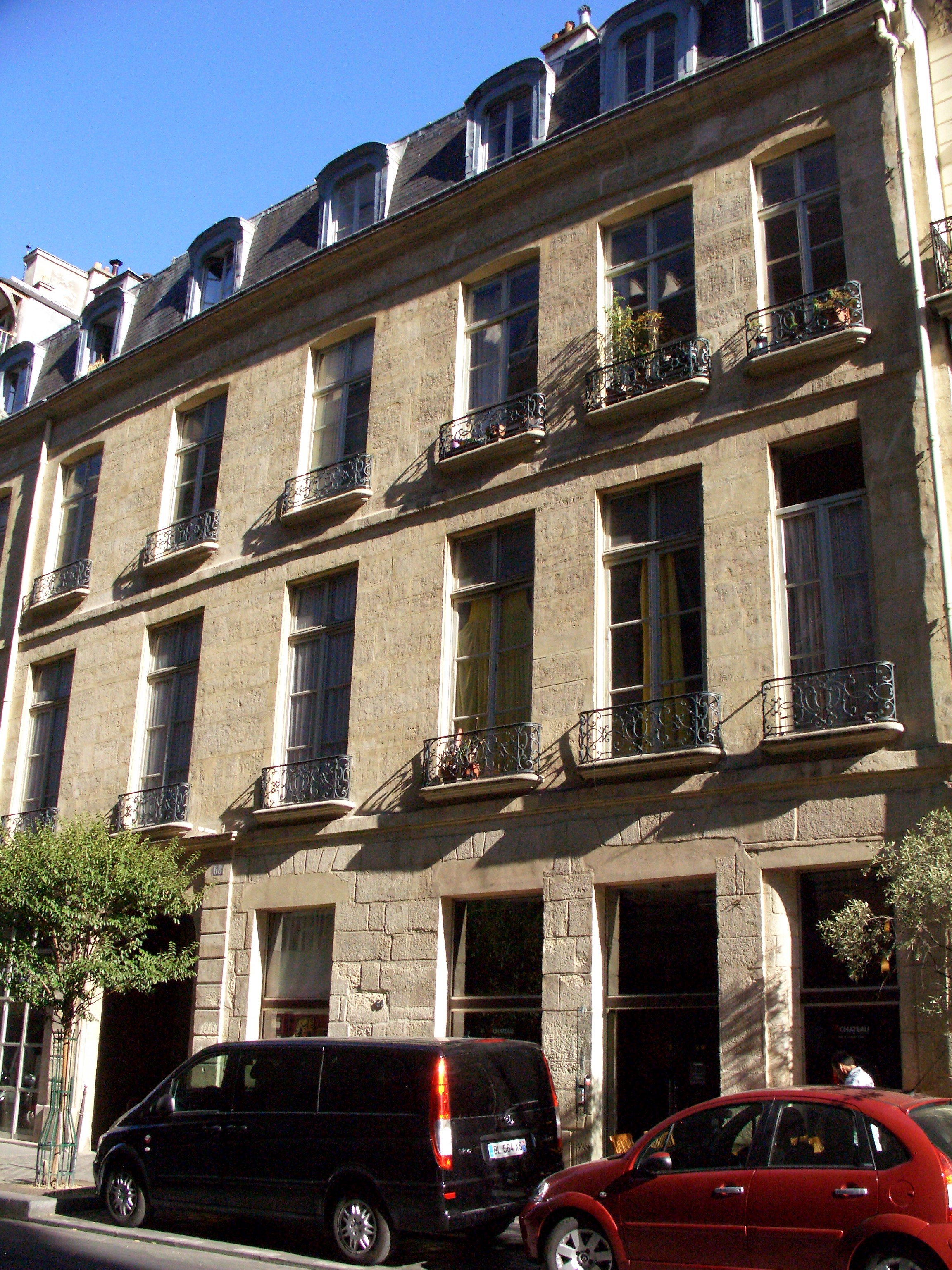
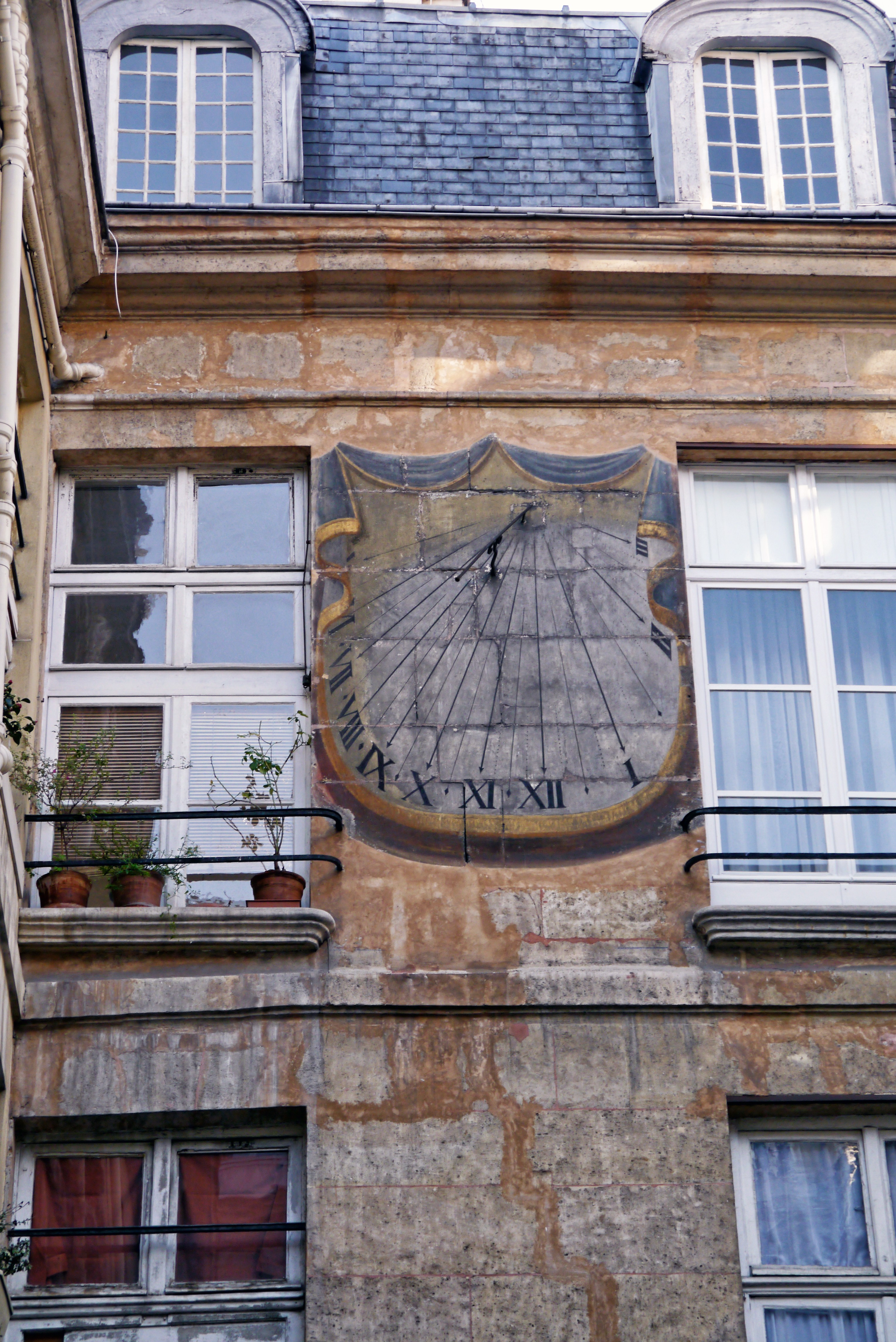
Cadran que Rousseau a connu, en se rendant chez madame Dupin.
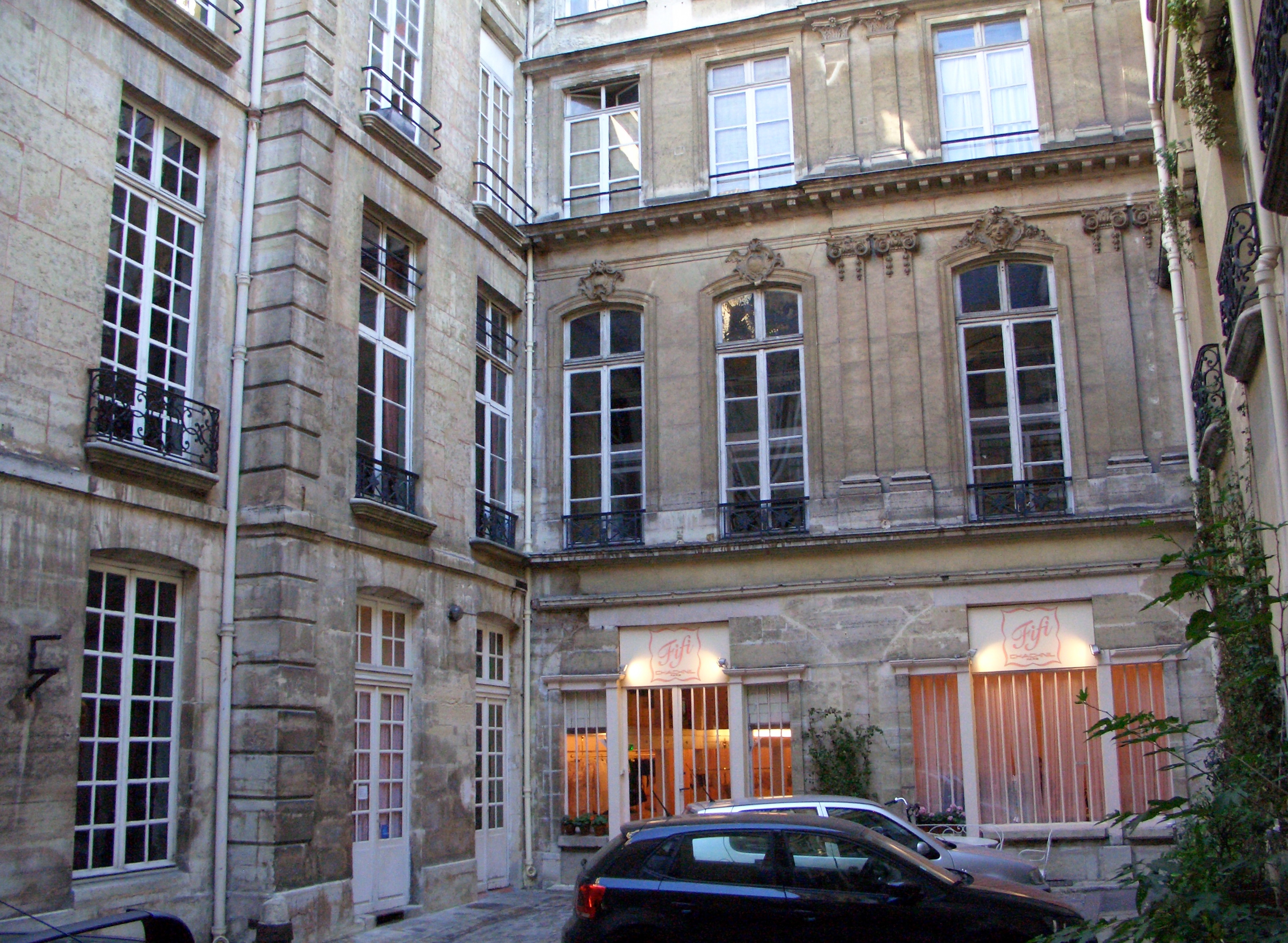
La cour intérieure.

Mme Dupin et Jean-Jacques Rousseau.
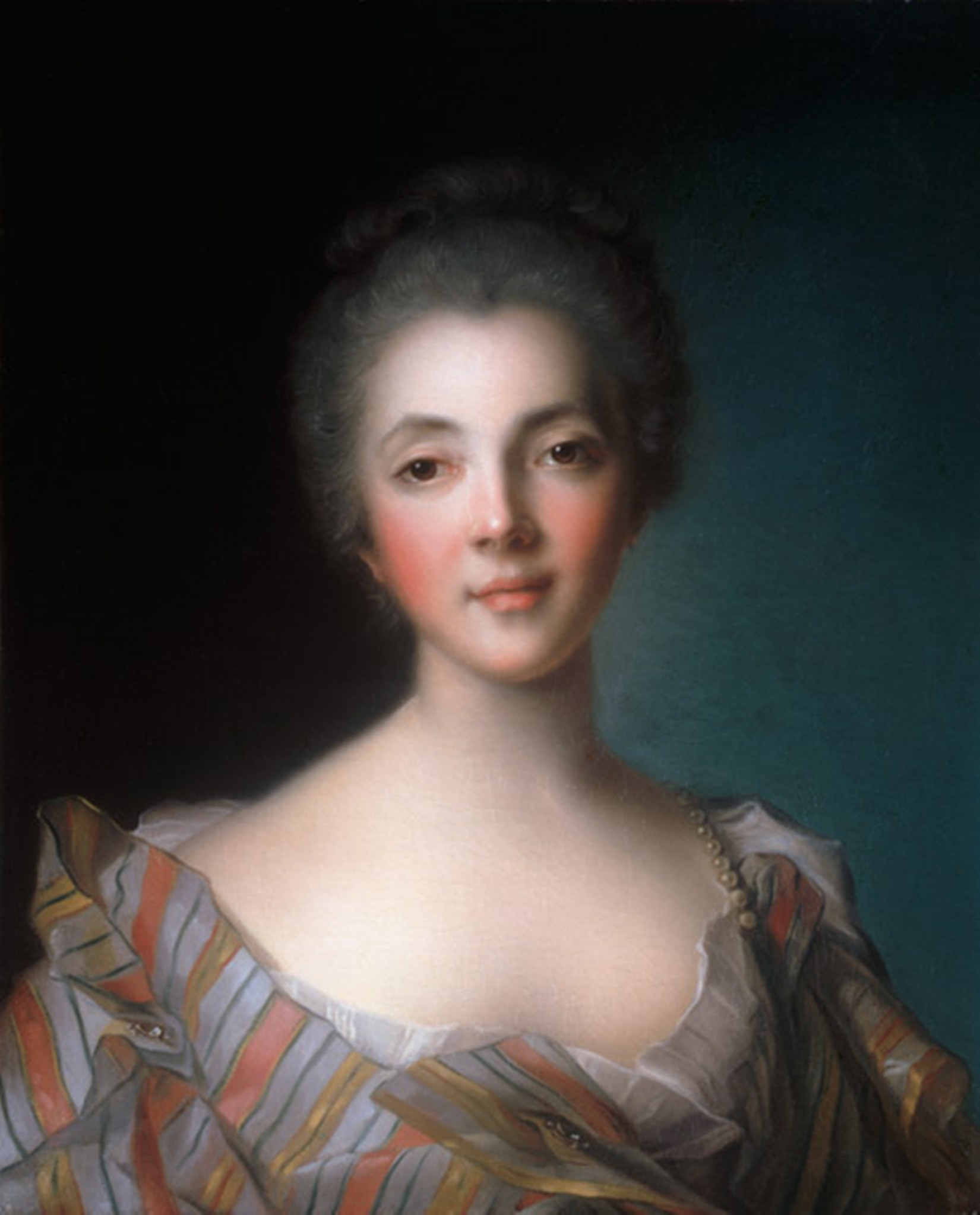
Madame Dupin.
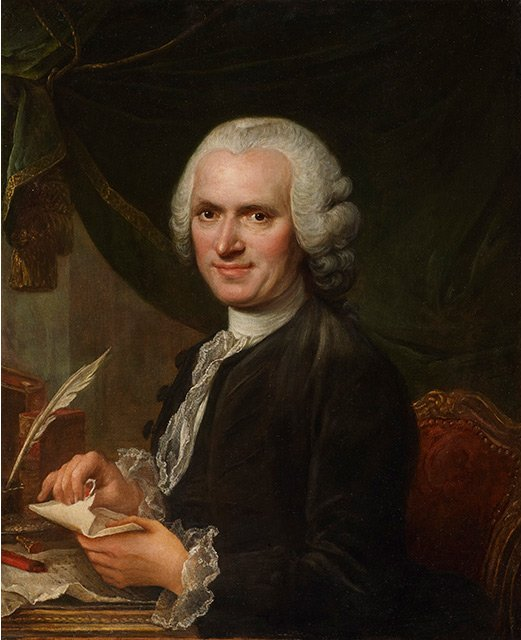
Jean-Jacques Rousseau.
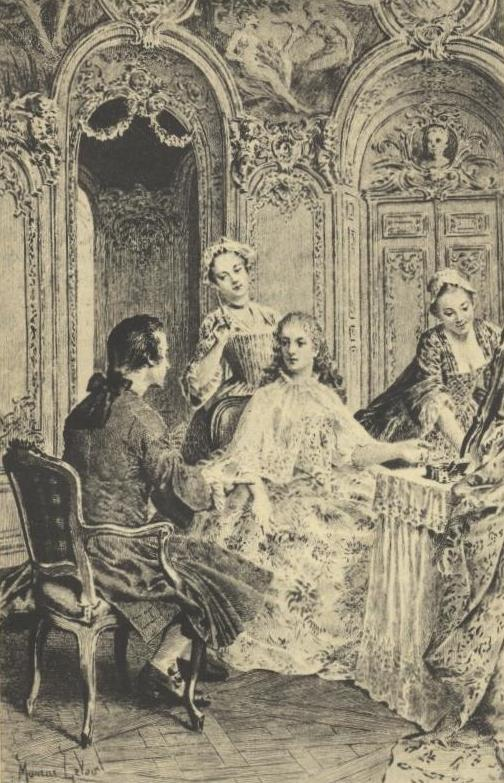
Mme Dupin reçoit Jean-Jacques Rousseau dans son hôtel de la rue Plâtrière.

- No 70, rue Jean-Jacques-Rousseau.

, rue Jean-Jacques-Rousseau.
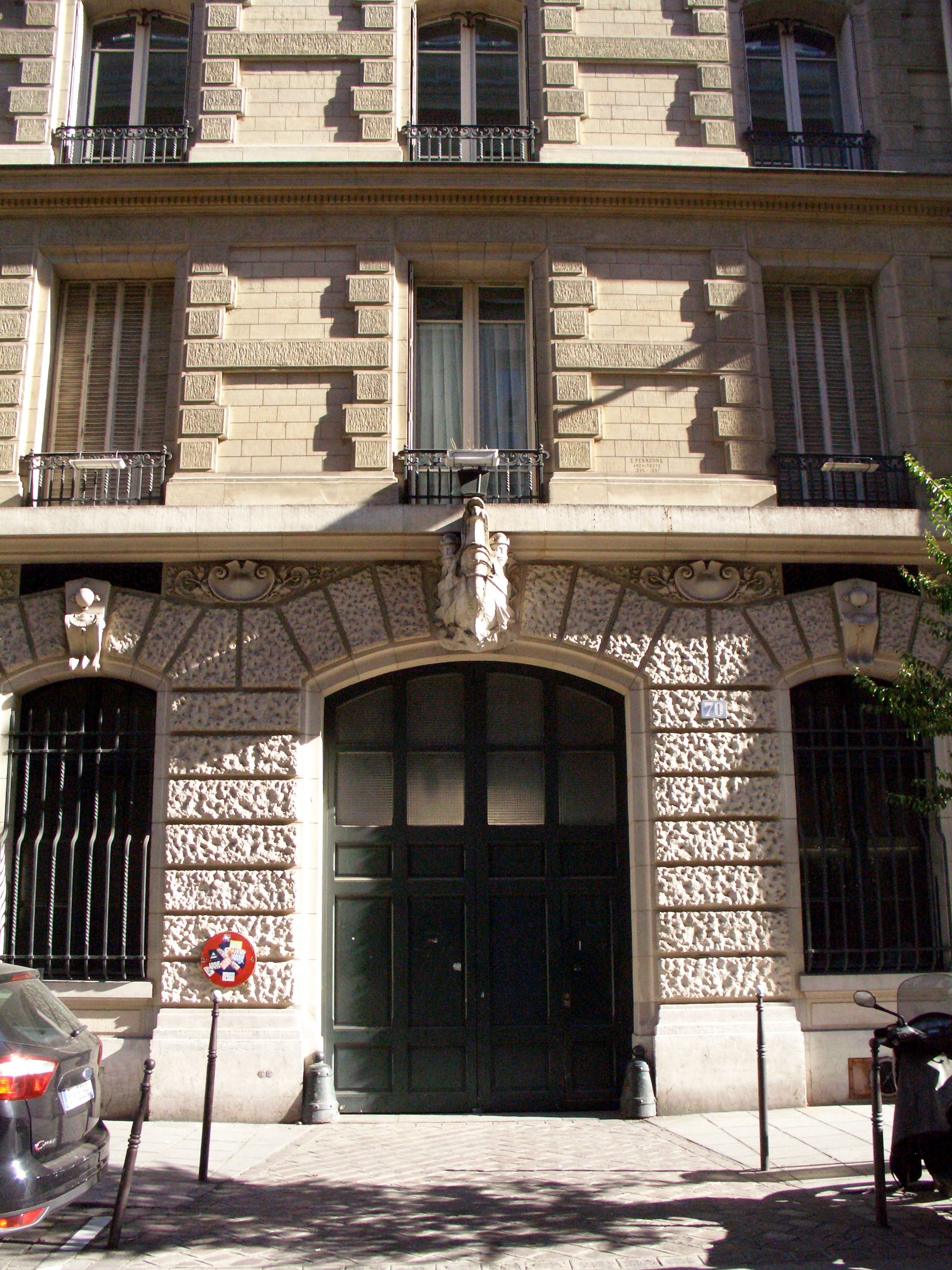
Porche d'entrée.
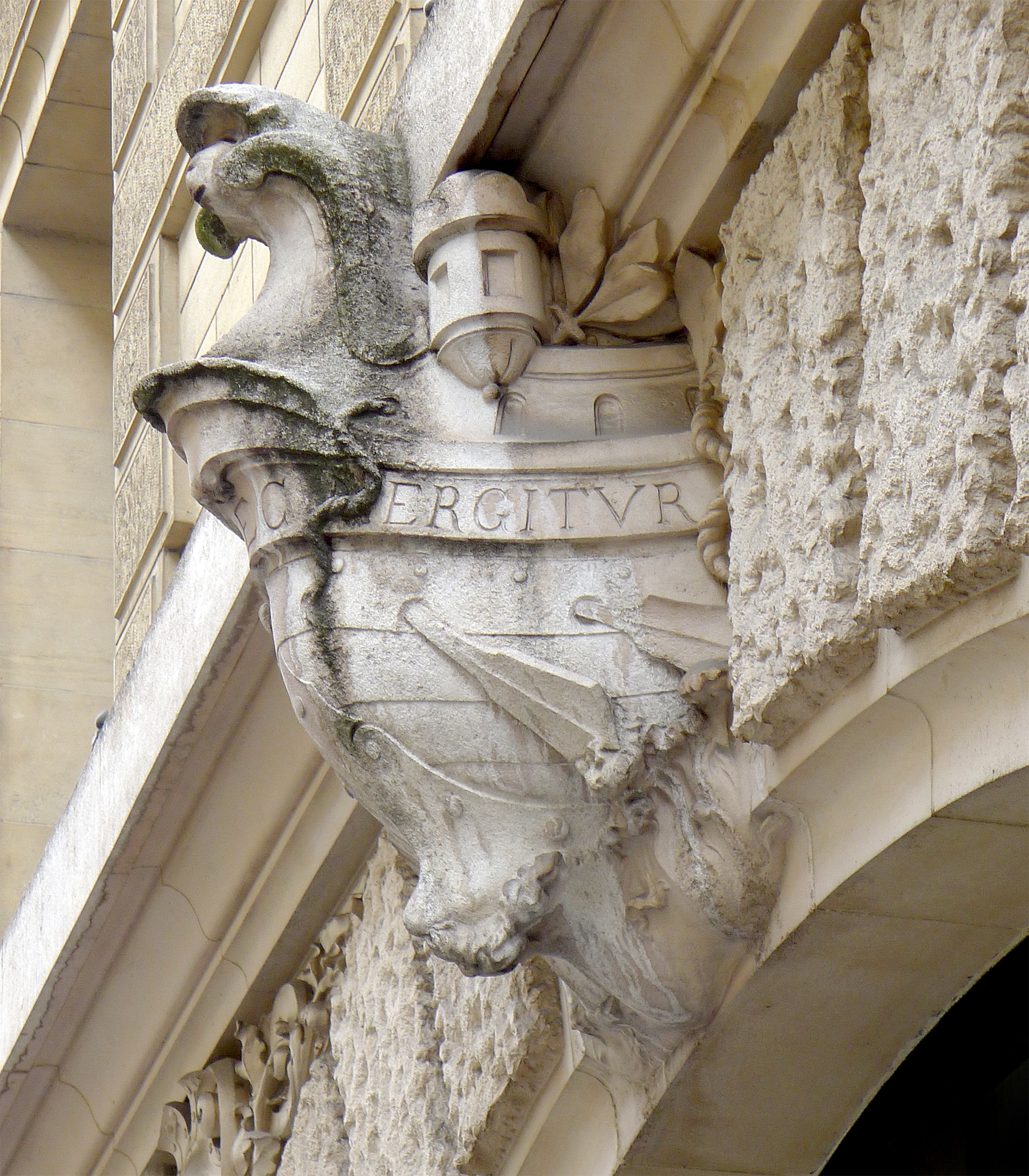
Détail du porche d'entrée.
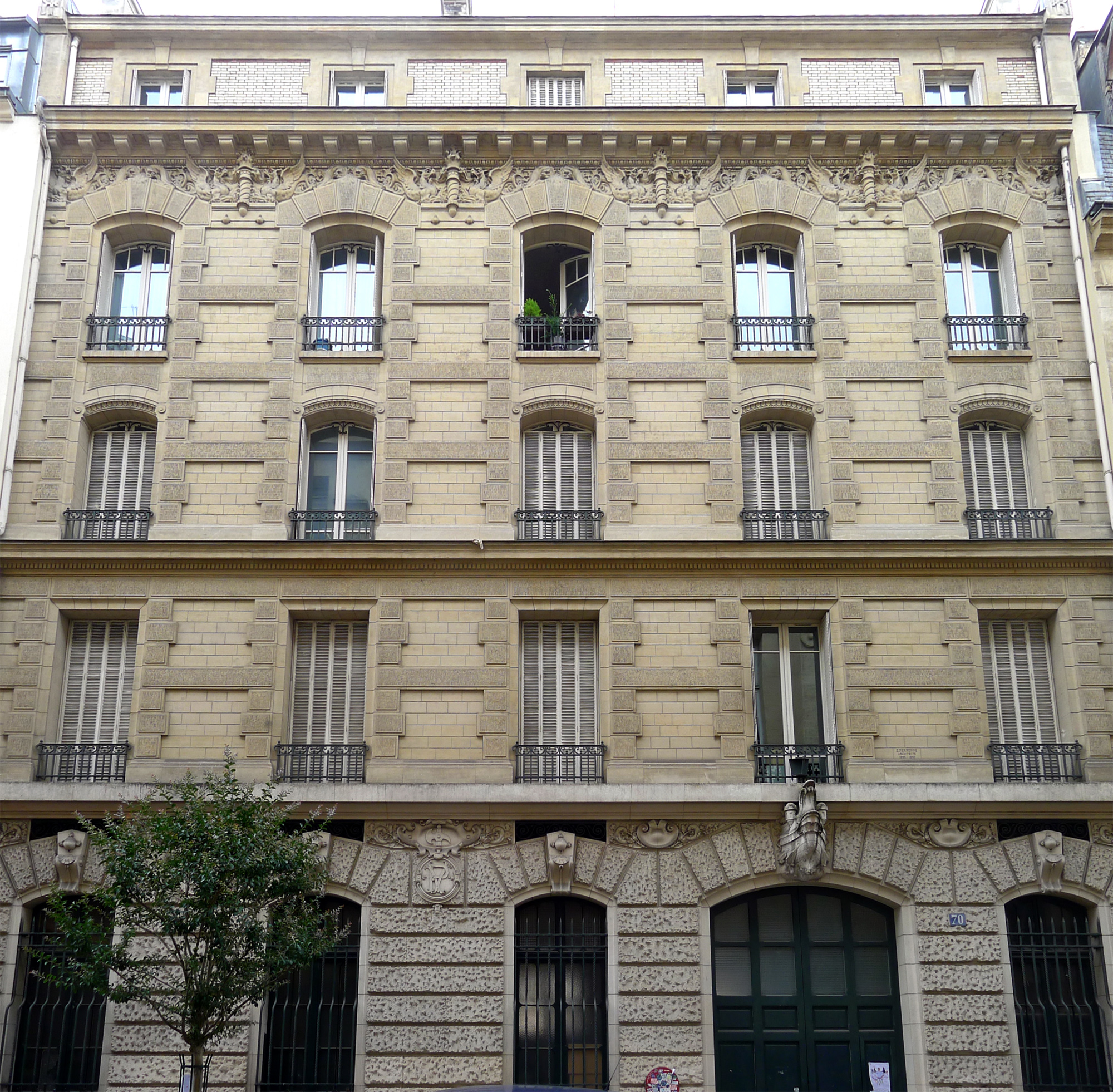
Façade.
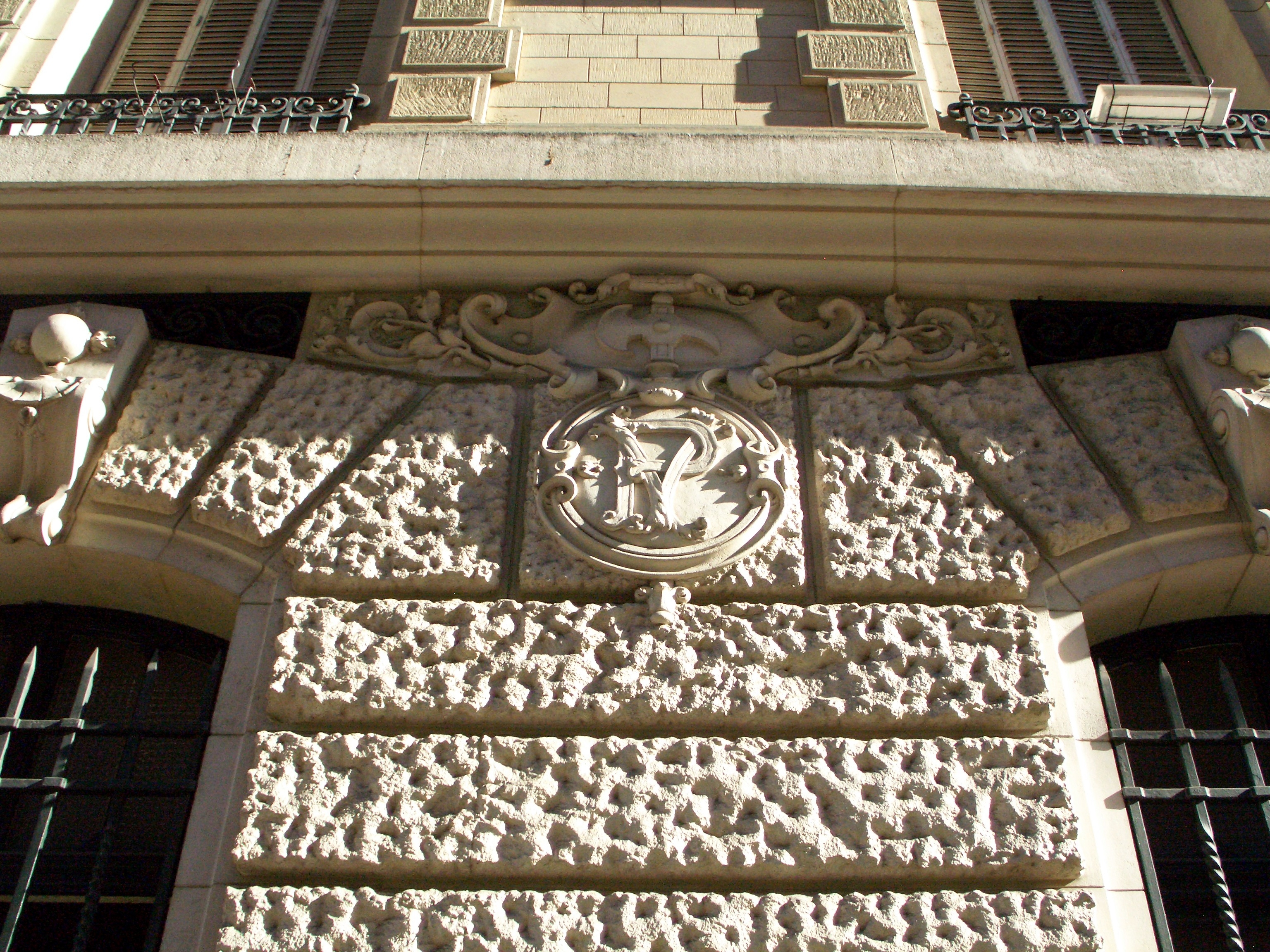
Détail de la façade.

## La rue Jean-Jacques-Rousseau et les arts
En 1818, le goguettier Émile Debraux écrit la chanson La Colonne, en hommage à la colonne Vendôme et à la gloire de l'empereur Napoléon Ier. Il la crée la même année à la goguette des Gais Lurons réunie à l'estaminet Sainte-Agnès, rue Jean-Jacques-Rousseau. Elle obtient rapidement un immense succès et assure la célébrité de son auteur comme chansonnier.
La chanson Le Visiteur des Enfants de la Goguette du goguettier Jean-Baptiste Grange, publiée en 1824, indique que la goguette des Enfants de la Goguette tient à l'époque ses séances chaque jour de la semaine dans divers quartiers de Paris, et sous différents noms. Chaque couplet de la chanson indique un des noms que prend la goguette, et un des lieux où elle se réunit chaque jour. Le vendredi, elle s'appelle « les Lurons » et se réunit 20, rue Jean-Jacques-Rousseau.
Les Lurons et les Gais Lurons, sont des noms bien proches. Il est possible que la goguette dont parle Jean-Baptiste Grange en 1824 soit la même goguette que celle où, en 1818, le goguettier Émile Debraux acquit la célébrité.
Parmi les Lettres de mon moulin dues à Alphonse Daudet, le début de la nouvelle Les Vieux mentionne une « Parisienne de la rue Jean-Jacques. » Comme il n'y a avec ce prénom à Paris que la rue Jean-Jacques Rousseau, cette parisienne, soit imaginaire soit « masquée » soit réelle, doit y résider.